# Sicyopterus rapa
Sicyopterus rapa es una especie de pez de la familia de los Gobiidae en el orden de los Perciformes.

## Morfología
Los machos pueden llegar a alcanzar los 7,5 cm de longitud total.

## Hábitat
Es un pez de clima subtropical y demersal.

## Distribución geográfica
Se encuentra en Oceanía: la Polinesia Francesa.

## Observaciones
Es inofensivo para los humanos.